# Julia Jobst
Julia Jobst, geborene Hasenclever (* 8. Dezember 1853 in Ehringhausen; † 16. Januar 1935 in Eberswalde), war eine deutsche Schriftstellerin.

## Biographie

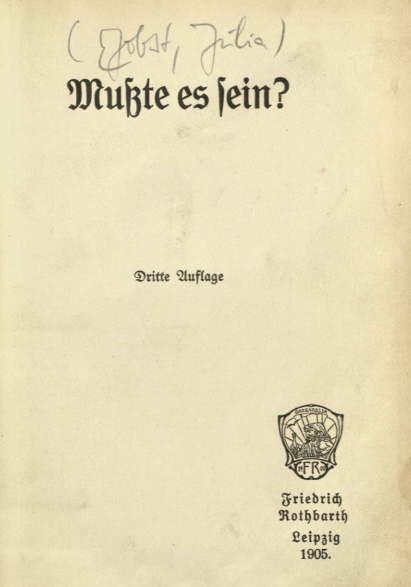
Deckblatt von Julia Jobsts Roman Mußte es sein?

Julia Hasenclever wurde in Ehringhausen, heute ein Ortsteil von Remscheid, nach eigenen Aussagen in einem „300 Jahre alten Herrenhaus“ geboren. Ihre Mutter war die aus Philadelphia stammende Luisa Frederika Vezin hugenottischer Herkunft, ihr Vater der Remscheider Kaufmann Ernst Hasenclever. Die Eltern hatten sich in New York kennengelernt, als der Vater auf der Rückreise von einer Geschäftsreise nach Südamerika dort Zwischenstation gemacht hatte.
„Unter den Augen ihrer hochgebildeten, vornehm und groß denkenden Eltern inmitten zahlreicher Geschwister verbrachte sie in köstlicher Freiheit und im trauten Verkehr mit Natur und Menschen eine glückliche Jugendzeit.“ In dem Haus verkehrten prominente Mitbürger der damaligen Zeit wie Ernst Moritz Arndt, Friedrich Ludwig Jahn (Turnvater Jahn) und die Gebrüder Jacobi. Eine Tante der Jacobis war Johanna Fahlmer, eine Freundin Johann Wolfgang von Goethe: „Durch die Heirat ihrer Tochter Henriette mit meinem Großvater David Hasenclever wurde sie meine Urgroßmutter und hat uns als köstlichen Familienschatz viele Briefe Goethes zugebracht.“ 1879 heiratete Julia Hasenclever den Offizier Albrecht Jobst, Premiereleutnant und Adjutant im Hohenzollernschen Füsilierregiment Nr. 40. Von 1872 bis 1890 lebte sie in Köln, weil ihr Mann dort stationiert war, anschließend in Stralsund und Naugard. Das Ehepaar bekam drei Kinder, zwei Töchter – Martha, verheiratete Georgi, und Elisabeth, verheiratete Schumann – und einen Sohn, Walter.
Bekannt wurde Julia Jobst durch ihren Briefroman Mußte es sein? aus dem Jahr 1904. Darin verarbeitete sie den Tod ihres Sohnes Walter, der bei der Kaiserlichen Schutztruppe in Deutsch-Südwestafrika gedient hatte und 1903 beim Aufstand der Bondelswart bei Warmbad ums Leben gekommen war. Das Buch erschien zunächst anonym. Erst nachdem die ersten drei Auflagen innerhalb von vier Wochen ausverkauft waren, ließ Julia Jobst ihren Namen auf den Titel setzen.
In den folgenden Jahren wurden einige ihrer Romane in Fortsetzungen in Zeitschriften veröffentlicht, die zum Teil recht erfolgreich waren und später als Bücher verlegt wurden. Der Roman Hans Voosen aus dem Jahr 1910 spielte in Köln, bezog sich auf Dom und Karneval und enthielt Passagen in Kölner Mundart. Auch verfasste sie Theaterstücke wie Die Wahrsagerin (1913) oder Als Kurier des Königs. Lustspiel in 1 Aufzug aus den Befreiungskriegen. 1917 gehörte sie zur literarischen Kommission des Deutschen Lyceum-Clubs. In ihren späteren Romanen beschrieb sie den „Kampf der Jugend um freie Selbstbestimmung gegen Tradition und granitnes Familiengesetz“ sowie den „zwischen Künstlertum und braver Bürgerlichkeit“.
1911 wurde Julia Jobst Witwe. Sie blieb produktiv bis ins hohe Alter und starb 1935 im Alter von 81 Jahren in Eberswalde, dem Geburtsort ihres Mannes, in dem sie ihre letzten Lebensjahrzehnte verbracht hatte. Zum Zeitpunkt ihres Todes hatte sie mindestens zehn Enkelkinder. Einer ihrer Enkel fiel 1915 im Ersten Weltkrieg.

## Werke (Auswahl)
- Klaus Winkler. Roman. 1904
- Musste es sein? Briefroman. 1904
- Schwimmendes Land. Roman. 1907
- Laß mich allein. Roman. 1908
- Hans Voosen. Roman. 1910
- Ich warte. Roman. 1918
- Die wilde Jagd. Kriminalroman. 1919
- Im Fuchsbau. Roman. 1924
- Um Deinetwillen. Roman. 1928